# Volterra
Volterra, lateinisch Volaterrae, ist eine italienische Stadt mit 9470 Einwohnern (Stand 31. Dezember 2023) in der Provinz Pisa in der Region Toskana. Sie ist Sitz des Bistums Volterra.

## Geographie
Volterra liegt etwa 50 Kilometer südlich von Pisa und 30 Kilometer vom Mittelmeer entfernt. Die Stadt gilt mit ihrem spektakulären landschaftlichen Umfeld als eine der schönsten in der Toskana.
Der Kern der heutigen Stadt liegt abgeschieden auf einem 550 m hohen Bergrücken über dem Tal der Cecina (Val di Cecina) inmitten einer kargen, zerfurchten Hügellandschaft. Die Felsabbrüche und Geröllhalden sind das Produkt jahrhundertelanger Erosion. Das Gebiet Le Balze im Nordwesten Volterras vermittelt einen beispielhaften Eindruck dieses Phänomens.
Die Stadt wird beherrscht von einer heute als Staatsgefängnis benutzten Festung der Medici, der Fortezza Medicea. Volterra ist ein Zentrum der Alabasterverarbeitung.
Zu den Ortsteilen (Frazioni) zählen Mazzolla, Montemiccioli, Saline di Volterra und Villamagna.
Die Nachbargemeinden sind Casole d’Elsa (SI), Colle di Val d’Elsa (SI), Gambassi Terme (FI), Lajatico, Montaione (FI), Montecatini Val di Cecina, Peccioli, Pomarance und San Gimignano (SI).

## Geschichte

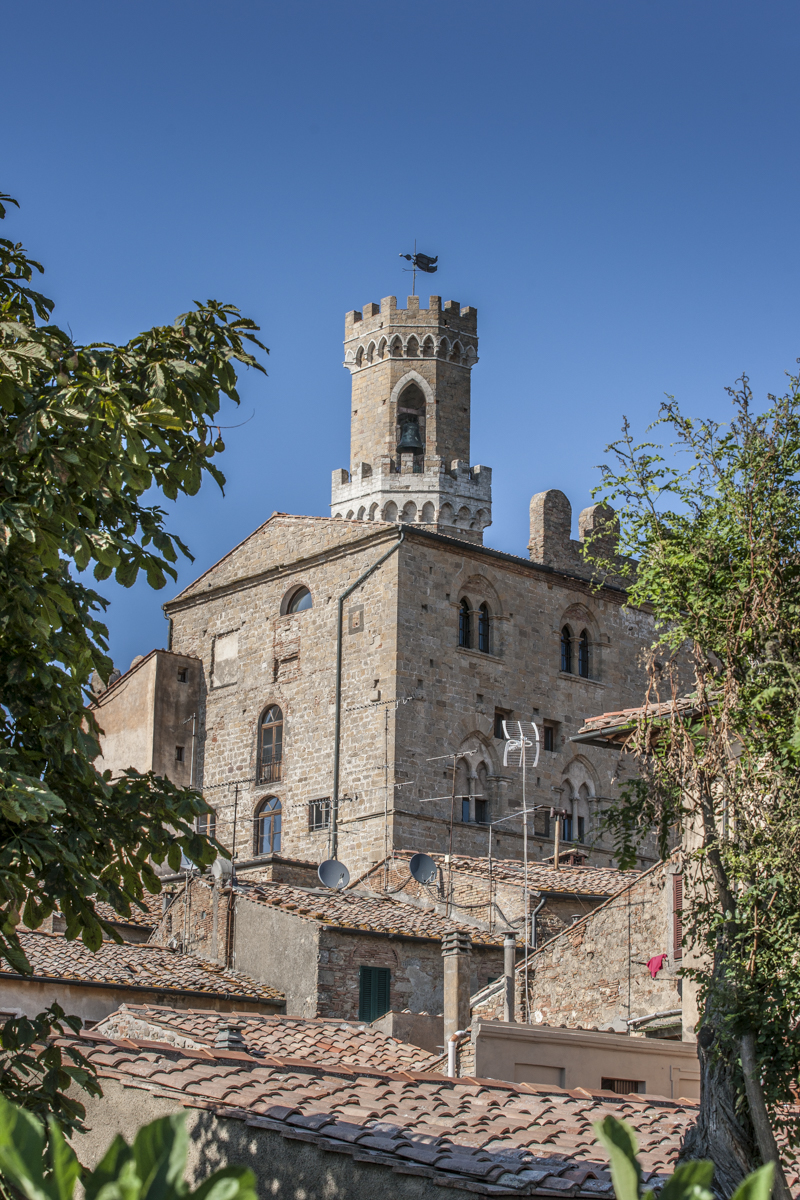
Blick auf Volterra

Volterra kann auf eine lange Geschichte zurückblicken. Bereits im 4. Jahrhundert v. Chr. entstand der Ort aus der Verbindung mehrerer kleiner etruskischer Ansiedlungen, deren Bestand bis ins 7. Jahrhundert v. Chr. zurückverfolgt werden kann. Zu dieser Zeit bauten die Etrusker eine sieben Kilometer lange Ringmauer und nannten die nunmehr vereinigte Stadt Velathri.
Volterra war eine der ältesten und größten der zwölf Bundesstädte Etruriens. Später war es eine römische Stadt mit den Rechten eines Municipiums. Ihre hohe Lage machte sie zu einer starken Festung, die Sulla im ersten Bürgerkrieg erst nach zweijähriger Belagerung 79 v. Chr. einnehmen konnte. 
Im 12. und 13. Jahrhundert war Volterra eine Republik; im 14. Jahrhundert fiel es an Florenz.

## Sehenswürdigkeiten

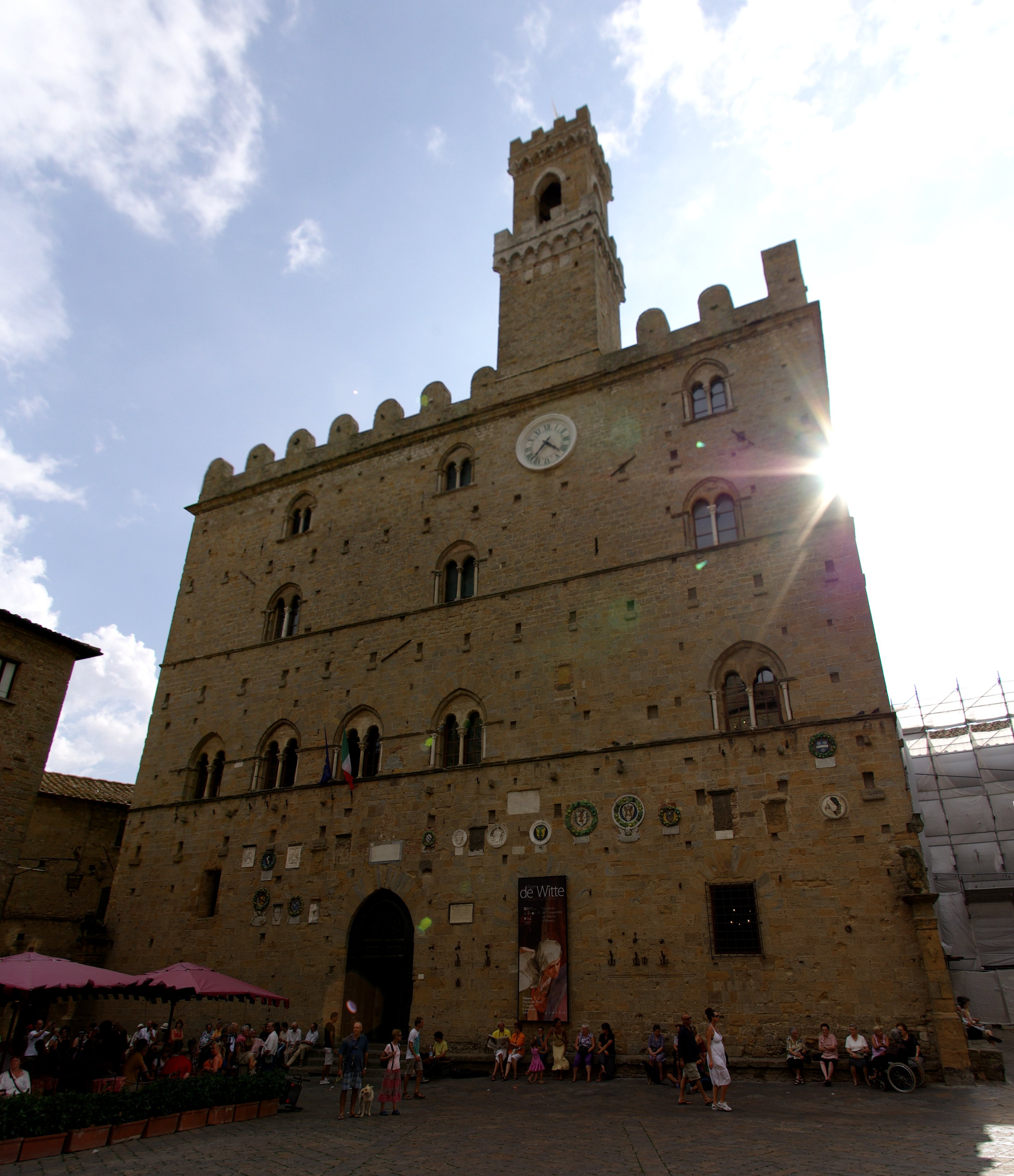
Palazzo dei Priori, August 2009

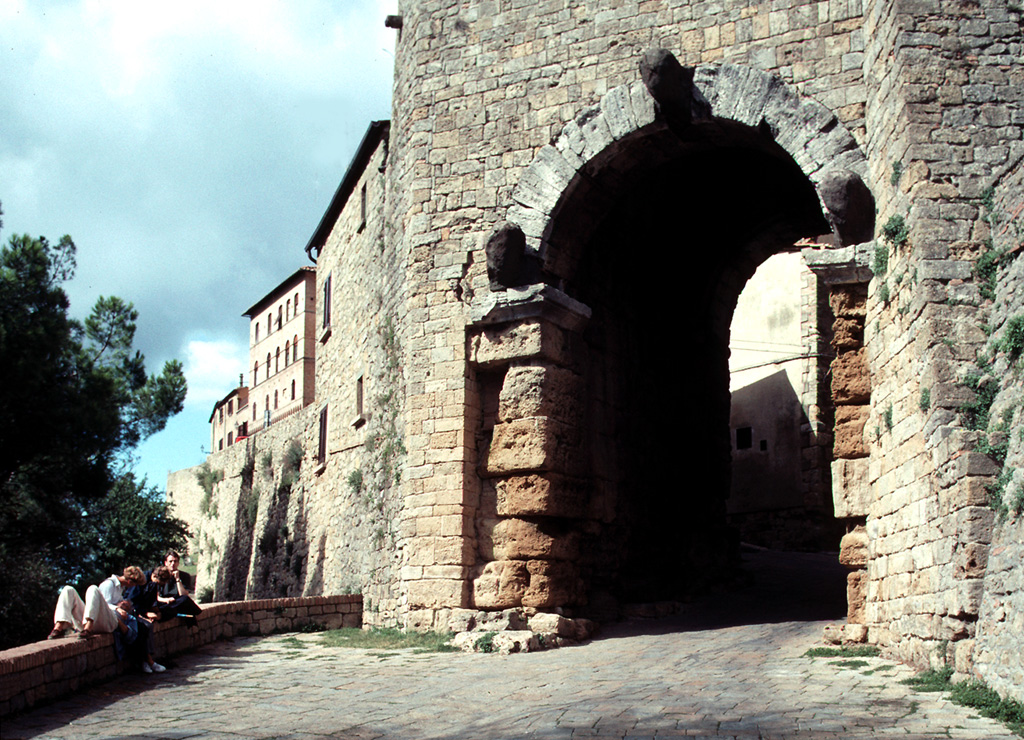
Porta all’Arco

Architektonische und künstlerische Zeugnisse der verschiedenen Epochen zeugen von der wechselvollen Existenz und Bedeutung der Stadt. Einige der etruskischen Nekropolen und mittelalterlichen Kirchenmauern sind jedoch in der Vergangenheit der Erosion zum Opfer gefallen. 
- Am Hauptplatz der Stadt, der Piazza dei Priori, steht der älteste erhaltene Kommunalpalast der Toskana, der Palazzo dei Priori.

- Von der etruskischen Stadtmauer ist als einziges Tor die Porta all’Arco gut erhalten. Es stammt aus dem 4. Jahrhundert v. Chr. Im äußeren Bogen sind drei verwitterte Köpfe zu erkennen, deren Bedeutung aber umstritten ist.

- Außerhalb der mittelalterlichen Porta Fiorentina liegt das Teatro Romano, erbaut zur Zeit des Kaisers Augustus. Von der Zuschauertribüne für etwa 2000 Personen blickt man auf die teilweise rekonstruierte Bühnenwand. Die unterhalb des Theaters liegenden Thermenanlagen stammen aus späterer Zeit.

- Andere historische öffentliche Gebäude sind der Dom Santa Maria Assunta aus dem frühen 12. Jahrhundert mit einer Kassettendecke und mit Granit vortäuschender Stuckverkleidung der Säulen sowie etlichen künstlerisch hochrangigen Ausstattungsstücken, das oktogonale Baptisterium mit einem Taufbecken von Andrea Sansovino, der auf Privatpaläste und Wohntürme aus dem 12. und 13. Jahrhundert zurückgehende Palazzo Pretorio sowie der als Gefängnis dienende Torre del Porcellino. Schließlich gehört der Palazzo Incontri-Viti zu den prachtvollsten Gebäuden Volterras.

- Unter den Kirchen sind zu nennen: die spätromanische S. Michele sowie die Kirchen von S. Francesco, S. Lino und S. Girolamo mit Bildern und Skulpturen aus der Schule von Florenz.

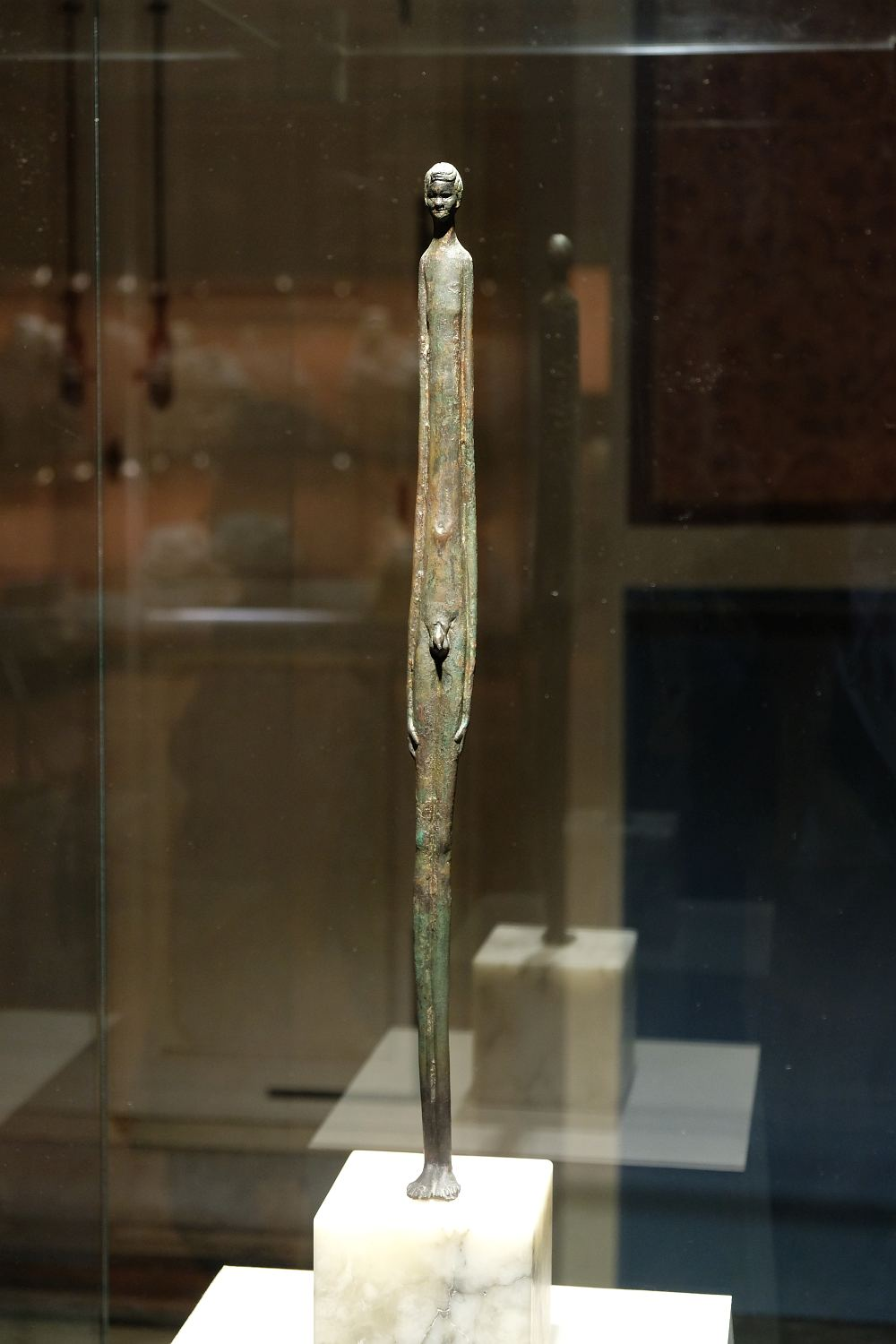
Ombra della sera

## Museen

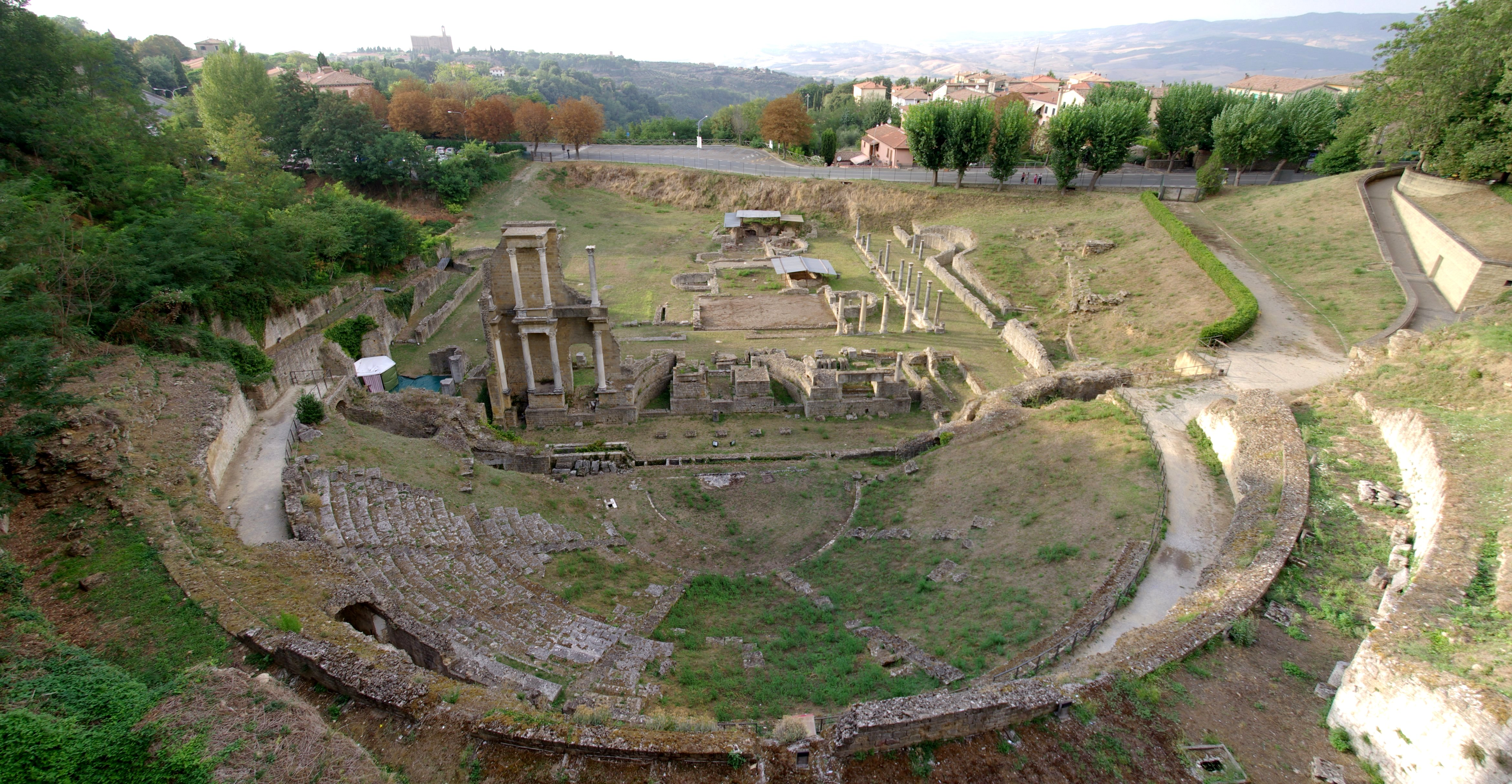
Blick auf das Römische Theater und die Thermen von Volterra, August 2009

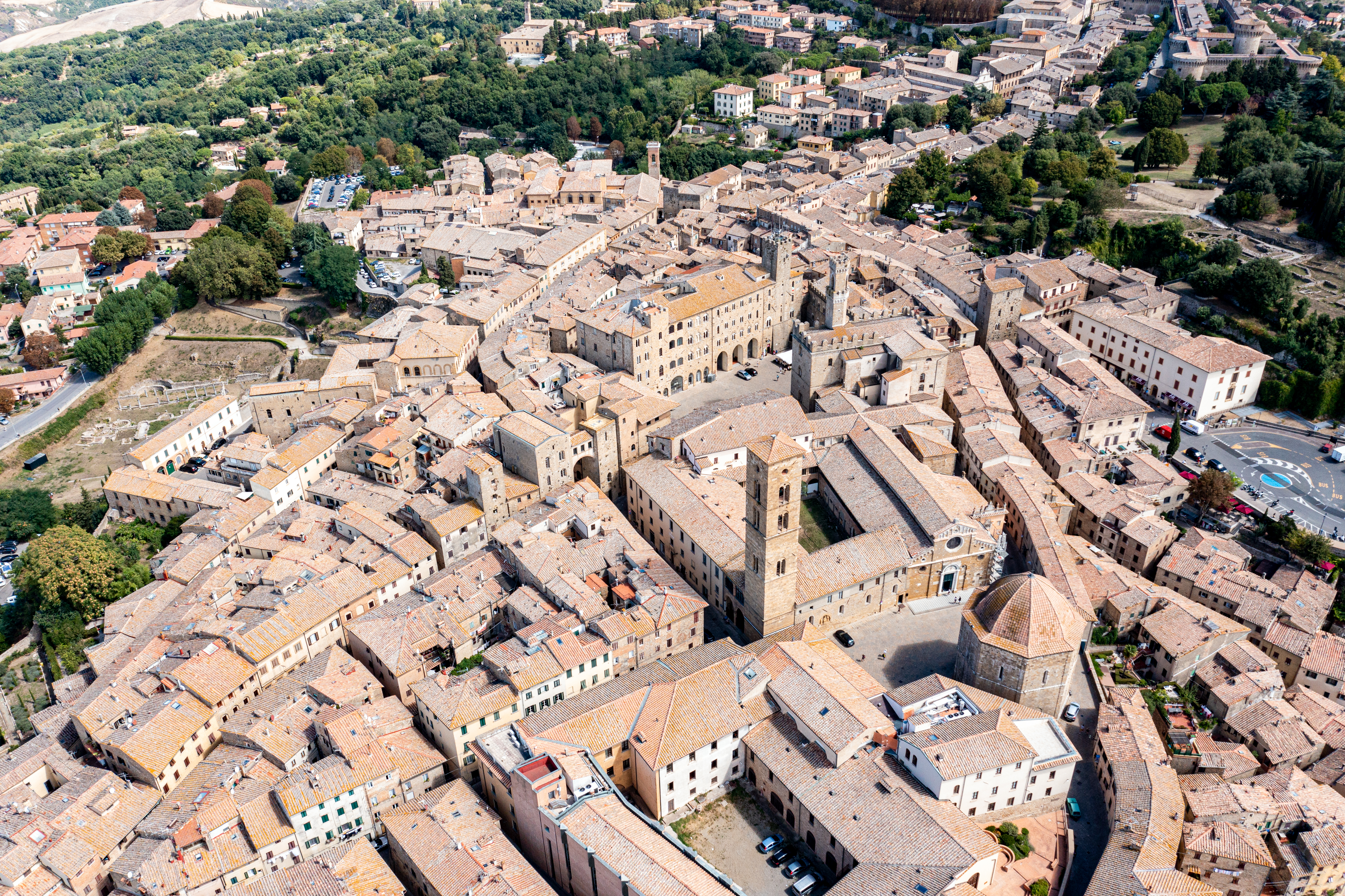
Blick über die Altstadt Volterras, Sept. 2021

Von besonderer Bedeutung ist das archäologische Museo Etrusco Guarnacci im Palazzo Desideri Tangassi. Mario Guarnacci (1701–1785), ein vielseitig interessierter Gelehrter, widmete seine Studien der antiken Geschichte. Dabei konnte er durch Ankäufe und Ausgrabungen eine ansehnliche Menge Belegmaterial über die etruskische Zivilisation sammeln.
Ein bedeutender Teil der Sammlung umfasst Ascheurnen sowie Stücke aus Bronze und Keramik. Die Urnen bestehen aus Tuffstein, Alabaster und Tonerde. Eine der bekanntesten ganz Etruriens ist die Urna degli Sposi (dt. Urne der Brautleute), auf deren Deckel ein Paar beim Festmahl liegend dargestellt ist.
Das bedeutendste Stück der Sammlung ist jedoch die Bronzefigur Ombra della sera (dt. Abendschatten). Es ist mit der Zeit zu einer „Ikone“ für das Museum und die Stadt Volterra geworden. Seine Berühmtheit verdankt es hauptsächlich seiner einzigartigen Form, die den italienischen Dichter Gabriele D’Annunzio an den Schatten einer menschlichen Figur in der Abendsonne erinnert haben soll. Es ist ein Meisterwerk etruskischer Bronzegießer aus der hellenistischen Periode. Ein weiteres bedeutendes Exponat ist die Stele des Avile Tite aus dem 6. Jahrhundert v. Chr. 
Weitere Ausstellungsstücke sind verschiedene Mosaikböden aus der römischen Kaiserzeit, die aus Volterra und Segalari stammen. Hinzu kommt eine Münzsammlung mit seltenen etruskischen Münzen aus Gold, Silber und Bronze. Schließlich sind noch mit Edelsteinen verzierte etruskische und römische Schmuckstücke zu sehen. 
Wichtig ist die Sammlung der seit 1982 im Minucci-Solaini-Palast untergebrachten „Pinacoteca“ mit der berühmten Kreuzesabnahme (1521), dem Meisterwerk des Malers Rosso Fiorentino, und den bedeutendsten Arbeiten von Taddeo di Bartolo, Domenico Ghirlandaio und Luca Signorelli, welche die künstlerischen Einflüsse aus Pisa, Florenz und Siena anschaulich machen.
Im April 2003 wurde im Turmhaus des Palazzo Minucci-Solaini das Ecomuseo dell’Alabastro eröffnet, in dem die Geschichte der Gewinnung und der Verarbeitung von Alabaster seit der Antike bis zur Gegenwart dargestellt ist.

## Verkehr
Volterra wurde von 1912 bis 1958 von der Zahnradbahn Saline di Volterra–Volterra erschlossen.

## Städtepartnerschaften
Volterra ist durch Partnerschaften verbunden mit:
- Mende in der französischen Region Okzitanien (seit 1992)
- Wunsiedel im Fichtelgebirge im deutschen Bundesland Bayern (seit 2006)
- Bruchsal-Heidelsheim im deutschen Bundesland Baden-Württemberg (seit 2008 Freundschaftsvertrag, seit 2022 Partnerschaftsvertrag)

## Persönlichkeiten
- Aulus Persius Flaccus (34–62), römischer Dichter
- Linus († 79 ?), möglicher Bischof von Rom und damit zweiter Papst der Kirchengeschichte
- Papst Leo I. (um 400 – 461), von 440 bis 461 Bischof von Rom
- Jacopo da Volterra (1434–1516), Humanist
- Meshullam da Volterra (15. Jahrhundert), italienisch-jüdischer Kaufmann und Reisender
- Raffaello Maffei (1451–1522), Theologe und Humanist
- Daniele da Volterra (1509–1566, eigentlich Daniele Ricciarelli), Maler und Bildhauer
- Giovanni Francesco Lottini (1512–1572), Politiker und Schriftsteller
- Francesco Capriani (1535–1594), Architekt
- Giuseppe Mazzuoli (1644–1725), Bildhauer
- Giovanni Battista Tempesti (1729–1804), Maler
- Giovanni Inghirami (1779–1851), Priester und Astronom
- Giuseppe Viti (1816–1860), Alabasterhändler und Reisender
- Giuseppe Bessi (1857–1922), Bildhauer
- Mauro Staccioli (1937–2018), Bildhauer
- Riccardo Dello Sbarba (* 1954), Landtagsabgeordneter der Südtiroler Grünen und Journalist
- Cornelia Funke (* 1958), Schriftstellerin
- Daniele Doveri (* 1977), Fußballschiedsrichter
- Niels Torre (* 1999), Ruderer

## Volterra in der Literatur
- Volterra ist eine wichtige Stadt in Stephenie Meyers „Biss“-Serie. Dort ist Volterra die Heimatstadt der Volturi, einer königlichen Vampirfamilie.

- Volterra spielt auch in der von Dudley Pope geschriebenen Romanreihe um den britischen Marineoffizier Nicolas Ramage eine Rolle. Im ersten Band rettet er während der Napoleonischen Kriege die Marchesa von Volterra vor den französischen Besatzungstruppen. Er verliebt sich in sie, und ihre Herrschaft über Volterra spielt in den weiteren Bänden eine wichtige Rolle. Auch ihr Neffe, Paolo Orsini, nächster in der Erbreihenfolge der Regentschaft, kommt in den meisten Romanen vor, da er als Fähnrich unter Ramages Kommando segelt.